# 前田和哉
前田 和哉（まえだ かずや、1982年9月8日 - ）は、和歌山県出身の元サッカー選手。現役時代のポジションはディフェンダー。

## 来歴
初芝橋本高校から大阪体育大学へ進み、2005年に練習生としてセレッソ大阪のシーズン前キャンプに参加。当時の小林伸二監督から高評価を得て正式契約に至った。大学も奨学金で通っていた苦労人である。大学在学時に、中学校、高等学校の保健・体育教員免許を取得。
2005年シーズンの第3節の大宮アルディージャ戦で初めてベンチ入り。その試合で同じルーキーの江添建次郎が負傷したため、代役として急遽初出場。この怪我で江添が長期離脱となった為、以後レギュラーとして定着。第25節の名古屋グランパスエイト戦ではプロ初ゴールを決めた。これらの活躍が認められ、Jリーグ優秀新人賞も獲得した。この年以降、サイドバック、あるいはセンターバックの一角としてレギュラーに定着。2008年シーズンにはチームキャプテンを務める など、C大阪を代表する選手の一人として活躍し、チームの守備を支えた。
しかし2010年、若手DFの台頭や上本大海、茂庭照幸といった即戦力DFの補強によって、出場機会が激減。同年6月に、恩師である小林が率いるモンテディオ山形に完全移籍した。2012年シーズン限りで契約満了により退団。
2013年、ギラヴァンツ北九州へ完全移籍。2013年から4シーズン続けてキャプテンを務めた。しかし在籍4年目に左足を怪我し途中で戦線離脱。チームもJ3に降格する事態となった。降格初年度はキャプテンを地元出身の池元友樹に引き継ぎリハビリに専念。結局出場できたのはホーム最終戦の最終盤の僅かな時間帯だけで、試合終了後自らの意向によりYouTubeのクラブ公式チャンネルで現役引退を宣言した。その後体制を一新したクラブ側との交渉の結果、2018年2月9日に中学生以下を対象としたアカデミーチームで中学2年生に相当する年代の指導を担当することが発表された。同年末、同シーズンをもってコーチを退任すると同時にサッカー界から離れることを発表した。

## 所属クラブ
- 和歌山市立西脇中学校
- 1998年 - 2000年 初芝橋本高校
- 2001年 - 2004年 大阪体育大学
- 2005年 - 2010年6月  セレッソ大阪
- 2010年6月 - 2012年  モンテディオ山形
- 2013年 - 2017年  ギラヴァンツ北九州

## 個人成績
| 国内大会個人成績 | 国内大会個人成績 | 国内大会個人成績 | 国内大会個人成績 | 国内大会個人成績 | 国内大会個人成績 | 国内大会個人成績 | 国内大会個人成績 | 国内大会個人成績 | 国内大会個人成績 | 国内大会個人成績 | 国内大会個人成績 |
| 年度             | クラブ           | 背番号           | リーグ           | リーグ戦         | リーグ戦         | リーグ杯         | リーグ杯         | オープン杯       | オープン杯       | 期間通算         | 期間通算         |
| 年度             | クラブ           | 背番号           | リーグ           | 出場             | 得点             | 出場             | 得点             | 出場             | 得点             | 出場             | 得点             |
| 日本             | 日本             | 日本             | 日本             | リーグ戦         | リーグ戦         | リーグ杯         | リーグ杯         | 天皇杯           | 天皇杯           | 期間通算         | 期間通算         |
| ---------------- | ---------------- | ---------------- | ---------------- | ---------------- | ---------------- | ---------------- | ---------------- | ---------------- | ---------------- | ---------------- | ---------------- |
| 2005             | C大阪            | 30               | J1               | 23               | 1                | 6                | 0                | 4                | 1                | 33               | 2                |
| 2006             | C大阪            | 5                | J1               | 29               | 1                | 8                | 0                | 1                | 0                | 38               | 1                |
| 2007             | C大阪            | 5                | J2               | 41               | 8                | -                | -                | 2                | 0                | 43               | 8                |
| 2008             | C大阪            | 5                | J2               | 35               | 0                | -                | -                | 2                | 0                | 37               | 0                |
| 2009             | C大阪            | 5                | J2               | 34               | 1                | -                | -                | 1                | 0                | 35               | 1                |
| 2010             | C大阪            | 5                | J1               | 0                | 0                | 3                | 0                | -                | -                | 3                | 0                |
| 2010             | 山形             | 32               | J1               | 16               | 0                | -                | -                | 1                | 0                | 17               | 0                |
| 2011             | 山形             | 32               | J1               | 21               | 1                | 0                | 0                | 1                | 0                | 22               | 1                |
| 2012             | 山形             | 5                | J2               | 24               | 0                | -                | -                | 1                | 1                | 25               | 1                |
| 2013             | 北九州           | 5                | J2               | 41               | 3                | -                | -                | 0                | 0                | 41               | 3                |
| 2014             | 北九州           | 5                | J2               | 38               | 1                | -                | -                | 4                | 0                | 42               | 1                |
| 2015             | 北九州           | 5                | J2               | 37               | 0                | -                | -                | 1                | 0                | 38               | 0                |
| 2016             | 北九州           | 5                | J2               | 21               | 0                | -                | -                | 0                | 0                | 21               | 0                |
| 2017             | 北九州           | 5                | J3               | 1                | 0                | -                | -                | 0                | 0                | 1                | 0                |
| 通算             | 日本             | 日本             | J1               | 89               | 3                | 17               | 0                | 7                | 1                | 113              | 4                |
| 通算             | 日本             | 日本             | J2               | 271              | 13               | -                | -                | 11               | 1                | 282              | 14               |
| 通算             | 日本             | 日本             | J3               | 1                | 0                | -                | -                | 0                | 0                | 1                | 0                |
| 総通算           | 総通算           | 総通算           | 総通算           | 361              | 16               | 17               | 0                | 18               | 2                | 396              | 18               |

- Jリーグ初出場 - 2005年4月2日 対大宮アルディージャ戦 (J1第3節)
- Jリーグ初得点 - 2005年9月24日 対名古屋グランパスエイト戦 (J1第25節)

## 指導経歴
- 2018年  ギラヴァンツ北九州アカデミー（U-15）チームコーチ（U-14担当）[14]

## 受賞歴
- Jリーグ優秀新人賞（2005年）